# Околосмертные переживания

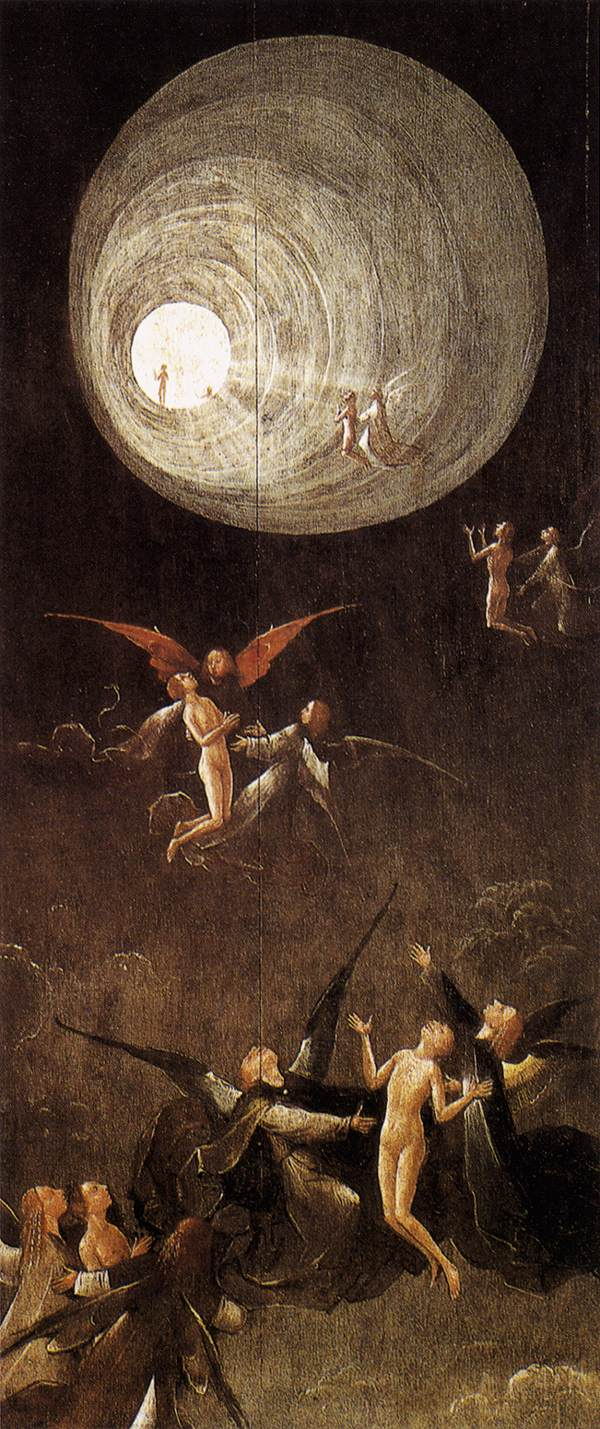
Иероним Босх. Восхождение в эмпирей. 1490. Дворец дожей. Венеция

Околосме́ртные пережива́ния (околосме́ртный опыт, англ. near-death experiences, NDE) — общее название различных субъективных переживаний человека, которые могут возникать в ходе угрожающих жизни событий, после которых человек выжил. Эти переживания могут включать в себя такие элементы, как ощущение выхода из физического тела, эйфорию, мистические видения, чувство исчезновения эго и выхода за пределы пространства и времени.
Эти переживания были описаны ещё в древних религиозных текстах.
Подобно другим изменённым состояниям сознания, околосмертные переживания могут быть вызваны воздействием психоактивных веществ — экзогенных или эндогенных (вырабатывающихся в организме человека, например диметилтриптамин).
Сторонники существования паранормальных явлений и отдельные исследователи утверждают, что такие переживания являются свидетельствами существования жизни после смерти.
В последние годы феномен активно изучается научными методами. В материалистическом сообществе случаи околосмертных переживаний расцениваются как галлюцинации или нейропсихологический феномен, связанный с работой мозга в условиях недостатка кислорода и глюкозы вследствие остановки сердца и прекращения кровотока.

## История изучения
Первым исследователем, обратившим внимание на околосмертные переживания и собравшим большой статистический материал, был американский психолог и психиатр Реймонд Моуди. Моуди представил его широкой публике в 1975 году в книге «Жизнь после жизни», ставшей бестселлером. В 1978 году была основана Международная ассоциация изучения околосмертных состояний (IANDS). В 1998 году доктор медицины Джеффри Лонг основал Фонд исследований околосмертных переживаний (NDERF). Согласно опросу, проводимому институтом Гэллапа, приблизительно восемь миллионов американцев утверждали, что имели подобный опыт чувственных переживаний. Околосмертные переживания относятся к явлениям, которое изучают такие академические дисциплины, как психология, психиатрия и медицина.

## Общие ощущения
В большинстве случаев околосмертные переживания описаны в терминах любых верований, которые имел человек. Те, кто не имел конкретных верований, обычно видят знакомые вещи. Феноменология околосмертных переживаний обычно включает физиологические, психологические и необычные аспекты. Выявлены следующие наиболее типичные ощущения:
1. Первое сенсорное впечатление — очень неприятный звук (шум).
2. Понимание того, что умер (осознанная смерть).
3. Приятные эмоции — спокойствие и умиротворение.
4. У слепых и глухих появляется возможность видеть и слышать всё окружающее их[22][23].
5. Ощущение выхода из тела, парения над собственным телом и наблюдение окружающих, возможность слышать и путешествовать по пространству, но невозможность повлиять на что-то.
6. Ощущение деформации пространства и времени.
7. Чувство перемещения вверх через яркий туннель света или узкий проход.
8. Встреча с умершими родственниками или духовными лицами.
9. Встреча с существом из света (часто интерпретируемым как божество).
10. Рассмотрение эпизодов прошедшей жизни.
11. Достижение границы или преграды.
12. Нежелание «возвращения» в тело.

Некоторые люди также испытывали беспокойство или страх перед прекращением их жизни в её текущем состоянии.
В некоторых случаях отмечается переживание присутствия света, который частью религиозных людей интерпретируется как божество или духовное присутствие. Некоторые религиозные люди считают околосмертным переживанием не поддающийся объяснению духовный опыт перехода в загробную жизнь. В ряде случаев околосмертных переживаний возникают ощущения наблюдения событий, происходящие в других местах или в другое время.
Согласно Rasch Scale, «основное» ощущение — это мир, радость и гармония, сопровождаемая способностью проникновения в суть мистических или религиозных событий. Однако наряду с позитивными переживаниями некоторые из переживших состояние комы описали устрашающие и даже адские картины огня и присутствия других людей в состоянии страдания.
В своём обзоре литературы британский психолог Сьюзан Блэкмор отметила, что «адские» околосмертные переживания редки (около 15 %). Она отмечает, что если предположить истинность этих переживаний, то самоубийцы должны бы наблюдать именно «адские» переживания, но этого не происходит. Правда, «райские» переживания снижают вероятность повторной попытки самоубийства. В том же обзоре она упоминает случай, когда у 72-летнего ракового больного, который пережил клиническую смерть вследствие передозировки наркотических анальгетиков, приятные околосмертные переживания сменились крайне неприятными. Одним из возможных объяснений она называет то, что больному вводили антагонист морфина — налоксон.
Российский психолог О. В. Гордеева показала зависимость переживаний от типа культуры, к которой принадлежит человек.

## Исследования
Согласно современным научным данным из области нейронауки, все когнитивные функции человека (зрение, память, мышление и так далее) функционируют на базе нейроструктур головного мозга. Следовательно, в случае смерти мозга сознание тоже перестает функционировать.
Клинические обстоятельства, которые приводят к околосмертным переживаниям, включают условия, такие как остановка сердца, большая потеря крови или анафилактический шок, смерть от электрического тока, кома, внутримозговое кровоизлияние или мозговой инфаркт, попытка самоубийства, утопление или асфиксия, остановка дыхания или серьёзная депрессия. Много случаев околосмертных переживаний происходят после того, как пациент может услышать, что его объявляют мёртвым, или когда у человека есть субъективное впечатление, что он находится в фатальной ситуации (например во время несчастного случая). В отличие от общепринятого убеждения, попытки самоубийства не приводят к неприятным переживаниям околосмертного опыта по сравнению с непреднамеренными смертельными ситуациями.

### Медицинская точка зрения
В состоянии терминального периода наблюдается патологическое реагирование рецепторов в ответ на нарушение снабжения кислородом тканей головного мозга. В слуховых рецепторах возникают субъективные ощущения, похожие на шум, звон, свист, жужжание, в зрительных — вспышки яркого света. В числе факторов, которые могут вызвать подобные эффекты, называют гипоксию, гиперкапнию, действие эндорфинов и серотонина, эффект воздействия кетамина; патологическую активность коры височной доли или лимбической системы.

### Личные переживания психиатра Л. М. Литвака
Психиатр Л. Литвак считает, что околосмертные переживания не связаны с чем-либо сверхъестественным. Лев Литвак указывает на определённые закономерности этих переживаний.
Первая стадия ТСС (терминальное состояние сознания) — бессознательное состояние. Автор указывает на отличительную реальность от нашей повседневной. Там нет ощущения времени. «Я» слито здесь с «не-Я», субъект не выделен из объективной действительности. Затем «Я» отделяется от «не-Я», сновидность оказывается тесно связанной с нарушениями и извращениями антигравитационных установок и вестибулярными нарушениями.
Вторая стадия ТСС схожа с витальной депрессией. Это проявляется в пассивности, закрепощении в теле. Оно пронизано тоской, тревогой. Нахождение в закрытом, тесном и душном пространстве (пространство на расстоянии вытянутой руки), и тяжесть своего тела. В данном случае «Я» вместе с окружающим погружено в состояние, границы которого стёрты. Это доставляет трудности в описании чувств и ощущений.
Третья стадия ТСС — депрессия постепенно уходит, пространство расширяется, появляются различные фрагментарные образы, похожие на краткие сновидения. Конец переживаний сопровождается чувством эйфории.

### Исследования Джимо Борджигины
Американские учёные выдвинули теорию, что причиной ярких видений людей, переживших состояние клинической смерти, может быть всплеск электрической активности в головном мозге. В результате исследования, проведённого на крысах, было выяснено, что незадолго до смерти у животных фиксируется высокий уровень мозговых волн. Исследователи полагают, что по данным опытов можно говорить об активизации человеческого мозга перед смертью.
Медики из Университета штата Мичиган подвергли асфиксии (удушению) девять крыс. Состояние животных измерялось специальным прибором — комбинацией электрокардиографа и электроэнцефалографа. В течение первых 30 секунд после остановки сердца у всех крыс наблюдался широко распространённый, преходящий всплеск сильно синхронизированной активности мозга, который имел признаки, связанные с сильно возбуждённым мозгом. Другими словами, повышенный уровень активности мозга, по всей видимости, и приводит к распространённым галлюцинациям, которые описывают люди, пережившие клиническую смерть. Если собрать все полученные данные вместе, полагает Борджигин, то можно предположить, что умирающий человеческий мозг в свои последние секунды проявляет даже бо́льшую нейрофизиологическую активность, чем в состоянии самого ясного сознания. Скорее всего, именно поэтому люди испытывают более реалистичную картину в своих околосмертных переживаниях.
Результаты исследования были опубликованы в журнале Национальной академии наук (Proceedings of the National Academy of Sciences).
Эту теорию подтвердили Лахмир Чавла и Майкл Г. Сенефф, доказав, что у людей тоже происходит всплеск нейроактивности мозга во время остановки сердца.

### Исследования Пим ван Ломмеля
В 2001 году голландский кардиолог Пим ван Ломмель провёл исследование околосмертных переживаний у пациентов, перенёсших остановку сердца. Из 344 пациентов 62 (18 %) сообщили о воспоминаниях об операции, 41 (12 %) сообщили о том, что пережили околосмертные переживания, включая внетелесный опыт. Ван Ломмель утверждал, что некоторые пациенты были способны точно описать обстановку операционной, хотя показания электроэнцефалографии не регистрировали мозговой активности. Пим ван Ломмель посчитал это доказательством возможности существования сознания независимо от мозга, а мозг стал рассматривать как «приёмник» для сознания. Однако этот аргумент был подвергнут критике, поскольку показания электроэнцефалографии не являются надёжным индикатором нейронной активности мозга, так как с её помощью можно регистрировать лишь активность половины коры головного мозга, более глубокие слои для электроэнцефалографии недоступны. Помимо этого, книга ван Ломмеля Consciousness Beyond Life: The Science of the Near-Death Experience (2010) получила негативный отзыв анестезиолога Геральда Вурли, который заявил, что книга «полна тенденциозной и неприличной псевдонаучной бессмыслицы».

### Проект AWARE
В 2001 году Сэм Парния совместно с другими исследователями организовал проект по получению подтверждений реальности внетелесных околосмертных переживаний. Для этого на полках были закреплены специальные символы таким образом, чтобы их можно было видеть лишь сверху. Парния считал, что в случае, если внетелесный опыт является лишь психологическим эффектом, пациенты не должны заметить эти символы, иначе пациенты о них сообщат. Из 63 опрошенных пациентов лишь 2 сообщили о внетелесном опыте и никто не сообщил об установленных в операционных символах.
В октябре 2014 года в журнале Resuscitation Сэм Парния с коллективом соавторов из ряда клиник сообщили, что, согласно данным интервью одного из пациентов, через 30 секунд после остановки сердца, когда электрическая активность мозга должна была уже отсутствовать, его сознание было активно в течение, вероятно, трёх минут и регистрировало внешнюю информацию. Это, по мнению авторов, может служить подтверждением сохранения сознания после полного отключения мозга. В 2017 году портал Live Science также сообщал об исследованиях Сэма Парнии, основанных на анализе многих клинических смертей пациентов из США и Европы, в результате которых был сделан вывод, что даже со смертью тела, которое прекращает демонстрировать признаки жизни, сознание человека может продолжать функционировать. В то же время Сэм Парния признал, что между остановкой сердца и гибелью мозга может пройти несколько часов.
В 2015 году результаты исследований учёных, опровергающие утверждение о полном отключении мозга после остановки сердца, были опубликованы в журнале Национальной академии наук (Proceedings of the National Academy of Sciences). Более того, мозг начинает работать активнее в предсмертном состоянии. Например, дофамин, выброс которого в первые минуты асфиксии увеличился более чем в 12 раз, играет важную роль в возбуждении, внимании, познании и эмоциональных переживаниях. Серотонин, высвобождение которого в затылочной коре в течение первых 2 минут асфиксии увеличилось более чем в 20 раз, выполняет различные центральные функции с помощью серотониновых рецепторов. В свою очередь активация подмножества рецепторов серотонина вызывает у людей зрительные галлюцинации с мистическими чувствами.

### Исследование Лорен Стюарт
В 2015 году Лорен Стюарт — специалист по музыкальной психологии из Голдсмит-колледжа (Лондон), изучая феномен навязчивых мелодий, пришла к выводу, почему навязчивые мелодии часто всплывают из глубин памяти на границе жизни и смерти (при околосмертном опыте). «Они играют гомеостатическую роль, поддерживая мозг в состоянии равновесия. Они не позволяют вам слишком далеко уйти в бессознательное состояние, сохраняя вас в оптимальной зоне умственной деятельности».

## С точки зрения парапсихологии
Парапсихологи рассматривают околосмертные переживания как свидетельства возможности жизни после смерти.

Основная часть исследований предсмертных состояний показывает, что большинство людей не помнит из пережитого предсмертного шока, но высок процент, кто утверждает, что может сознательно описать переживания… А вывод его таков: «Мы должны подчеркнуть, что десятилетнее изучение предсмертных состояний так и не привело ни к какому общепринятому объяснению даже среди тех, кто годами тщательно их исследовал… В настоящее время вопрос о том, как можно объяснить подобные переживания — точнее, могут ли они вообще иметь место, — остается окутанным неясностью и спорностью».— Кеннет Ринг